# Младен Стилиновић
Младен Стилиновић (Београд, 10. април 1947 – Загреб, 18. јул 2016) био је хрватски концептуални уметник, један од водећих личности такозване "нове уметничке праксе" у Хрватској. Живео је  и радио у Загребу, Хрватска. Његов отац био је револуционар и политичар Маријан Стилиновић.

## Каријера
Стилиновићеви радови су засновани на идеји друштвене и уметничке критике. Често духовити,са дозом ироније и цинизма,  као на пример, радуови, новац-новац, уметност је уметност. Био је један од оснивача неформалне групе Нео-Авангарда, група од шест уметника (група šestorice autora), заједно са Владимиром Мартек, Борисом Демуром, Жељком Джерманом, Свеном Стилиновићем и Федомиром Вучемиловићем. Група је била активна у Загребз од 1975. до 1979. године. Поред свог уметничког стваралаштва, такође ј е водио Галерију  Проширених  Медија (1981—1991), и био један од оснивача галерије Podroom (1978-1980). Од 1969. до 1976. године био је посвећен експерименталном филму. Сарађивао је са групом Ирвин на пројекту Retroavangarde (1994). Посебно је познат његов рад мртвих серија (1984—1990), који је излаган на многим изложбама, као што су "документа" у Каселу (2007).

## Изложбе
Пуно је излагао у Хрватској и иностранству, међу последњим су: цинизам сиромашних, музеј савремене уметности, Загреб, (2001-2002), у потрази за Balkania, нова галерија, Државни музеј Јоанеум у Грацу, 2002), крв и мед – Уметност на Балкану (Беч, 2003) и у кањонима Балкана, који је био приказан у Кунстхале Fridericianeum (Касел, 2003), Платформа garanti Центар савремене уметности (Истанбул, 2007) и Ван Абе (Ајндховен, 2008). Игор Забел, познати словеначки кустос, изабрао га је као гостујућег уметника на 50. Венецијанском Бијеналу (2003), где Стилиновић приказује свој рад речник – бол (2000-2003), у ком користи беле боје да избрише дефиниције термина у речнику замењујући их речју бол.

## Радови и публикације
- Стилиновић, Младен, Желим да идем кући – књига уметника 1927-2006 (Центар за женске студије, Загреб, 2008).
- Beroš, нада, Milovac, Тихомир, Stipančić, Бранка & Цабель, Игор, Младен Стилиновић: бол ( каталог  са Венецијанског Бијенала, МГУ, Загреб, 2003).
- Beroš, нада, Milovac, Тихомир & Драгоевич Даниель, Младен Стилиновић: експлоатација мртвих ( каталог; МГУ, Загреб, 2001).